# Thanh Thức
Thanh Thức (tên đầy đủ là Phạm Thanh Thức, sinh ngày 10 tháng 4 năm 1984) là một nam người mẫu và diễn viên người Việt Nam.

## Tiểu sử
Thanh Thức tên đầy đủ là Phạm Thanh Thức, sinh ra tại Trà Vinh, Việt Nam, là một diễn viên, người mẫu nổi tiếng của làng giải trí Việt Nam. Sở hữu gương mặt lạnh, nam tính, lịch lãm, và chiều cao lý tưởng 1m81, Thanh Thức là gương mặt người mẫu xuất hiện trong nhiều sự kiện thời trang lớn nhỏ trong nước. Anh còn được biết đến qua nhiều vai diễn phim truyền hình.
Năm 2006, Thanh Thức giành giải Ba cuộc thi Thời trang Xuân do Nhà văn hóa Thanh Niên tổ chức. Cũng từ đây, anh chính thức bước chân vào sự nghiệp người mẫu chuyên nghiệp. Ngoài ra, anh còn thường xuyên xuất hiện trong chương trình Thời trang và cuộc sống của HTV7, và nhiều chương trình thời trang như: Phong cách đam mê, Duyên dáng Việt Nam, Thời trang và cuộc sống, Hoa hậu Thế giới người Việt...
Năm 2008, Thanh Thức tham gia bộ phim điện ảnh "Khi yêu đừng quay đầu lại", là một bộ phim được đánh giá tốt của đạo diễn Võ Nghiêm Minh. Sau đó, anh bắt đầu dần dần rời xa sàn catwalk và bước chân vào lĩnh vực điện ảnh, truyền hình qua các phim: Anh chàng đã đi ngược thời gian, Đối mặt, Blog và người đẹp, Siêu mẫu Xì trum... Hiện tại, anh là một người mẫu được nhiều nhãn hàng thời trang cao cấp và nhiều thương hiệu khác mời làm người mẫu quảng cáo.
Cũng giống như nhiều diễn viên khác, Thanh Thức cũng găp nhiều khó khăn và áp lực khi mới bước chân vào nghề diễn xuất. Nhưng vì sự ham học hỏi, yêu nghề, nên anh đã nhanh chóng nâng cao khả năng diễn xuất của mình.
Là một người kín tiếng trong chuyện đời tư, vậy nên ít ai biết rằng Thanh Thức đã kết hôn. Nam diễn viên cũng từ chôi chia sẻ về mái ấm của mình vì anh nghĩ rằng chưa đến lúc công bố với khán giả. Anh muốn vợ và con mình có được cuộc sống yên bình, không bị dư luận soi mói.

## Đời tư
Thanh Thức đã tổ chức đám cưới với Quỳnh Thư vào ngày 4 tháng 7 năm 2012.

## Danh sách phim

### Phim điện ảnh
| Năm  | Tựa phim                    | Vai diễn | Đạo diễn              | Ghi chú            |
| ---- | --------------------------- | -------- | --------------------- | ------------------ |
| 2008 | Khi yêu đừng quay đầu lại   | Bách Du  | Nguyễn Võ Nghiêm Minh | [ 8 ] [ 9 ] [ 10 ] |
| 2023 | Lật mặt 6: Tấm vé định mệnh | An       | Lý Hải                |                    |
| 2024 | Lật mặt 7: Một điều ước     | Danh     | Lý Hải                |                    |

### Phim truyền hình
| Năm  | Tựa phim                  | Vai diễn     | Đạo diễn                 | Kênh        | Ghi chú              |
| ---- | ------------------------- | ------------ | ------------------------ | ----------- | -------------------- |
| 2009 | Người đẹp online          | Hùng Lâm     | Hồng Ngân                | TodayTV     |                      |
| 2009 | Siêu mẫu xì trum          | Đông Đăng    | Nguyễn Mạnh Hà           | HTV9        | [ 11 ] [ 12 ] [ 13 ] |
| 2010 | Thẩm mỹ viện              | Thành Đạt    | Đinh Đức Liêm            | HTV9        |                      |
| 2010 | Hương tình                | Thịnh        | Nguyễn Duy Linh          | ĐN1         | [ 14 ] [ 15 ]        |
| 2010 | Đối mặt                   | Duy Tường    | Nguyễn Quang / Đăng Khoa | HTV7        | [ 16 ] [ 17 ] [ 18 ] |
| 2011 | Tóc rối                   | Phong Lữ     | Nguyễn Minh Chung        | HTV7        |                      |
| 2011 | Khi tình yêu lên tiếng    | Trọng Khôi   | Đặng Minh Quang          | SCTV7       |                      |
| 2012 | Romeo và Juliet Việt Nam  | Hoàng Phi    | Ethan Trần               | SCTV14      |                      |
| 2012 | Châu sa                   | Quốc Thái    | Nguyễn Thành Vinh        | TodayTV     | [ 19 ] [ 20 ]        |
| 2013 | Đi qua dĩ vãng            | Đạt          | Nguyễn Duy Võ Ngọc       | VTV3        | [ 21 ] [ 22 ]        |
| 2013 | Nữ hoàng cà phê           | Thạch Minh   | Võ Việt Hùng             | HTV7        |                      |
| 2013 | Nữ sát thủ                | Nhật Thiên   | Đặng Minh Quang          | THVL1       | [ 23 ] [ 24 ]        |
| 2013 | Duyên trầu cau            | Hai Hùng     | Nguyễn Minh Cao          | HTV7        |                      |
| 2013 | Chân dung tình yêu        | Hải          | Đặng Thái Huyền          | SCTV14      | [ 25 ] [ 26 ]        |
| 2013 | Ngược dòng ký ức          | Hưng         | Lý Khắc Lynh             | HTV7        | [ 27 ]               |
| 2014 | Tôi yêu cô đơn            | Sỹ Lâm       | Nguyễn Minh Cao          | Let's Viet  | [ 28 ] [ 29 ]        |
| 2014 | Ly hôn                    | Khang        | Nguyễn Minh Chung        | HTV7        |                      |
| 2014 | Vòng vây hoa hồng         | Hải Đăng     | Đặng Lưu Việt Bảo        | HTV7        |                      |
| 2014 | Phiêu bạt giữa cuộc đời   | Long         | Quách Khoa Nam           | THVL1       |                      |
| 2015 | Giá phải trả              | Quang        | Nguyễn Minh Cao          | SCTV14      |                      |
| 2015 | Nỗi buồn có mắt           | Tiến An      | Nguyễn Quang Minh        | SCTV14      |                      |
| 2015 | Kẻ thù phụ nữ             | Trọng        | Đặng Thái Huyền          | SCTV14      |                      |
| 2015 | Khi em đã lớn             | Thái         | Đặng Lưu Việt Bảo        | HTV7        |                      |
| 2015 | Con dâu                   | Ba Thành     | Quách Khoa Nam           | HTV7        |                      |
| 2015 | Ông tơ bà nguyệt          | Phạm Sáng    | Trương Thành Công        | VTV Cần Thơ | Tập 1 - 2            |
| 2015 | Nghiêng nghiêng dòng nước | Sim          | Dương Nam Quan           | Let's Viet  |                      |
| 2015 | Ông trùm                  | Trương Vĩnh  | Nguyễn Dương             | THVL1       | [ 30 ]               |
| 2016 | Máu chảy về tim           | Hùng         | Nguyễn Dương             | THVL1       |                      |
| 2016 | Chuyện của ren            | Hậu          | Đinh Thái Thụy           | HTV7        |                      |
| 2016 | Mãi mãi là bao lâu        | Quang        | Đặng Thái Huyền          | SCTV14      |                      |
| 2016 | Hoa cúc trắng             | Thiên Bình   | Đinh Thái Thụy           | SCTV14      |                      |
| 2017 | Con gái chị Hằng          | Tiến Thành   | Võ Việt Hùng             | THVL1       |                      |
| 2017 | Lẩn khuất một tên người   | Dương        | Vũ Thái Hòa              | HTV9        | [ 31 ] [ 32 ]        |
| 2017 | Phục hận                  | Hữu Việt     | Nguyễn Dương             | HTV9        |                      |
| 2018 | Gạo nếp gạo tẻ            | Tường        | Võ Thạch Thảo            | HTV2        |                      |
| 2018 | Trả em kiếp này           | Nhanh        | Trần Chí Thành           | HTV9        |                      |
| 2018 | Tơ duyên                  | Lý           | Dương Nam Quan           | VTV9        |                      |
| 2019 | Dập tắt lửa lòng          | Tốt          | Trương Dũng              | THVL1       |                      |
| 2020 | Yêu trong đau thương      | Nghĩa        | Chu Thiện                | VTV3        | [ 33 ]               |
| 2020 | Gạo nếp gạo tẻ 2          | Mạnh         | Nguyễn Hoàng Anh         | HTV2        |                      |
| 2020 | Mẹ ghẻ                    | Vĩnh Kiệt    | Trương Dũng              | THVL1       | [ 34 ] [ 35 ]        |
| 2020 | Vua bánh mì               | Bác sĩ Dương | Nguyễn Phương Điền       | THVL1       |                      |
| 2020 | Nghiệp sinh tử            | Chính Tâm    | Bùi Ngọc Nam Phương      | THVL1       |                      |
| 2021 | Một đám cưới ba nàng dâu  | Phúc         | Hồ Ngọc Xum              | THVL1       |                      |
| 2021 | Nghiệp sinh tử (phần 2)   | Đen          | Bùi Ngọc Nam Phương      | THVL1       |                      |
| 2021 | Thương con cá rô đồng     | Chơn         | Hoàng Tuấn Cường         | VTV3        | [ 36 ] [ 37 ] [ 38 ] |
| 2022 | Hồng nhan                 | Tuấn Tú      | Nguyễn Quang Minh        | SCTV14      |                      |
| 2022 | Gia đình hết sẩy (phần 3) | Sếp Tài      | Nguyễn Thu               | VTV9        |                      |
| 2022 | Nghiệp sinh tử (phần 4)   | Thế          | Bùi Ngọc Nam Phương      | THVL1       |                      |
| 2023 | Nữ chủ                    | Trung tá Vũ  | Nguyễn Hoàng Anh         | VieON       |                      |
| 2023 | Thử thách cuộc đời        | Nghĩa        | Trương Dũng              | THVL1       |                      |
| 2023 | Có hẹn với yêu thương     | Trung        | Xuân Phước               | THVL1       |                      |
| 2023 | Chúng ta phải hạnh phúc   | Bình         | Đinh Thái Thuỵ           | VTV1        |                      |
| 2024 | Tình yêu bất tử           | Sơn          | Trương Dũng              | THVL1       |                      |
| 2024 | Mùa sậy trổ bông          | Bảo          | Chu Thiện                | THVL1       |                      |
| 2025 | Mẹ biển                   | Biển         | Nguyễn Phương Điền       | VTV1        |                      |